# Grant Doyle
Grant Doyle (Sydney, 9 gennaio 1974) è un ex tennista australiano. È amministratore delegato e proprietario di Advantage Doyle Tennis Academies.

## Carriera junior
Nei suoi primi anni Doyle vinse quattro titoli del Grande Slam junior. Lui e il suo compagno Joshua Eagle furono campioni di doppio maschile agli Australian Open del 1991. Nel 1992 è diventato il numero uno al mondo tra i giovani. Con il nuovo compagno Brad Sceney, Doyle vinse nuovamente il doppio agli Australian Open del 1992 e fu anche campione del singolare, perdendo solo due game nella sua finale contro Brian Dunn. Fu vincitore del doppio all'Open di Francia del 1992, in coppia con il messicano Enrique Abaroa e vinse il titolo di singolare ai Queen's Junior Championships di quell'anno.

## Tour ATP
Doyle fu semifinalista nel doppio agli Australian Men's Hardcourt Championships del 1993, svoltisi ad Adelaide, con Eagle come suo partner.
Come giocatore in singolare, ha ottenuto il suo miglior risultato al Sybase Open del 1997 a San Jose, in California, raggiungendo i quarti di finale, con vittorie su Brian MacPhie e Jeff Tarango.
Doyle ha fatto otto presenze nel tabellone principale in singolare a livello del Grande Slam. Sebbene non sia mai andato oltre il primo turno, ci è andato vicino quando ha perso 5-7 nel quinto set contro Wayne Black all'Australian Open del 1995 e anche in un'altra sconfitta in cinque set all'Open di Francia del 1996, contro Greg Rusedski, con lo stesso punteggio del quinto set.
Ogni anno dal 1991 al 1999, Doyle ha giocato nel doppio maschile all'Australian Open. Raggiunse due volte gli ottavi di finale, con Eagle nel 1992 e successivamente in coppia con Ben Ellwood nell'Australian Open del 1999. La sua performance con Ellwood include una vittoria contro le teste di serie numero 12 Donald Johnson e Francisco Montana.

## Coaching
Doyle attualmente allena il giovane americano Ryan Harrison e in precedenza ha lavorato come allenatore di Sam Querrey.